# Hiroyuki Inagaki
Hiroyuki Inagaki (稲垣 博行 Inagaki Hiroyuki?,  nacido el 24 de abril de 1970 en Shizuoka) es un exfutbolista japonés. Jugaba de defensa y su último club fue el Yokohama FC de Japón.

## Trayectoria

### Clubes
| Club         | País  | Año         |
| ------------ | ----- | ----------- |
| Cerezo Osaka | Japón | 1993 - 1998 |
| Yokohama FC  | Japón | 1999 - 2000 |